# The Incredible Sound Machine
The Incredible Sound Machine è il quinto e ultimo album in studio del gruppo musicale statunitense Mantronix, pubblicato nel 1991.

## Tracce
1. Step To Me (Do Me) – 4:00
2. Don't Go Messin' With My Heart – 4:20
3. Flower Child (Summer Of Love) – 4:56
4. Gimme' Something – 4:07
5. Put A Little Love On Hold (con Terry Taylor) – 4:44
6. Well I Guess You – 3:47
7. Step To Me (Do Me) (12" Extended Mix) (Bonus Track) – 5:29
8. If You Could Read My Mind – 4:40
9. Make It Funky – 3:38
10. (I'm) Just Adjustin My Mic ('91) – 3:11
11. Operation Mindcrime – 2:19